# Chondrodendron tomentosum
Chondrodendrom tomentosum es una especie de la familia Menispermaceae. Es una gran liana tropical nativa de Centro y Sudamérica. Se distribuye por Brasil, Bolivia, Perú, Guyana, Ecuador, Panamá y Colombia.

## Descripción
Es una enredadera que crece rápidamente y puede alcanzar alturas de hasta 30 metros.  Por lo general, es muy gruesa en la base y tiene las hojas en forma de corazón con 10 a 20 centímetros de largo (y casi lo mismo de ancho).  Las hojas tienen dos partes diferenciadas, la parte superior es plana, la parte inferior tiene pequeños pelos blancos que dan la apariencia de terciopelo (o de tomento, de ahí su nombre).  Esta planta produce pequeñas flores blancas que producen frutas que también son pequeñas y comestibles.

## Propiedades
Es una planta famosa por ser una de las fuentes del curare, de ella se obtiene el alcaloide d-tubocurarina (un relajante muscular fuerte). La d-tubocurarina bloquea los impulsos nerviosos que envía el cerebro  a los músculos y causan  parálisis (en el caso de  estrangular a los pulmones puede producir la muerte).  Los primeros músculos afectados son los dedos de los pies, los oídos y los ojos,  seguidos por el cuello, los brazos y piernas, y finalmente los pulmones. La d-tubocurarina estimula la liberación de histamina, que puede causar la dilatación de los vasos sanguíneos.  Actualmente, esta sustancia ya está más o menos estudiada y es aplicada en la anestesia y los tratamientos para el tétanos, donde el paciente tiene espasmos musculares incontrolables.
En Brasil y Perú se utiliza tradicionalmente como diurético, antipirético. 
Principios activos: del extracto de los tallos se obtiene curare, un veneno paralizante utilizado por algunas tribus indígenas de América del Sur que lo untan en puntas de dardos y flechas.
Indicaciones: se usa como diurético, desinfectante, febrífugo, tónico.

## Taxonomía
Chondrodendron tomentosum fue descrita por Ruiz y Pav. y publicado en Systema Vegetabilium Florae Peruvianae et Chilensis 261. 1798.
Sinonimia:
- Botryopsis spruceana Eichler
- Chondrodendron cretosum Miers
- Chondrodendron scabrum Miers
- Chondrodendron tamoides Miers
- Cocculus chondodendron DC.
- Epibaterium tomentosum (Ruiz & Pav.) Pers.[4]